# Aïstòpodes
Els aïstòpodes (Aistopoda, 'potes invisibles') foren un ordre de tetràpodes altament especialitzats semblants a serps que visqueren durant uns 74 milions d'anys (Ma), des de fa aproximadament 336 Ma fins a fa aproximadament 272,3 Ma.
Se n'han trobat restes fòssils al Regne Unit i Nord-amèrica. La seva mida variava entre cinc centímetres i gairebé un metre de longitud. Els més antics apareixen en el registre fòssil al període Mississippià i continuen fins al Cisuralià.
Els seus fòssils foren un trencaclosques per als paleontòlegs, car foren descoberts abans que es trobessin les restes d'amfibis primitius, de manera que feia la impressió que els tetràpodes havien evolucionat d'avantpassats sense potes.

## Registre fòssil
| Registre fòssil         | Registre fòssil | Registre fòssil     | Registre fòssil                                       |
| Localitat               | País            | Antiguitat          | Espècie/s                                             |
| ----------------------- | --------------- | ------------------- | ----------------------------------------------------- |
| Pedrera d'East Kirkton  | Regne Unit      | Carbonífer inferior | Ophiderpeton kirktonense                              |
| Muntanyes Swisshelm     | Estats Units    | Carbonífer superior | Ophiderpeton swisshelmense, Phlegethontia phanerhapha |
| Jaciment de Mazon Creek | Estats Units    | Carbonífer superior | Phlegethontia mazonensis                              |
| Linton                  | Estats Units    | Carbonífer superior | Dolichosoma longissimum, Phlegethontia longissima     |
| Formació de Lueders     | Estats Units    | Permià inferior     | Phlegethontia sp.                                     |
| Richards Spur           | Estats Units    | Permià inferior     | Aistopoda sp.                                         |